# ロベルト・カルロス・ガルシーア
ロベルト・カルロス・ガルシーア・エルナンデス（Roberto Carlos García Hernández, 1982年8月31日 - ）は、サンタ・クルス・デ・テネリフェ出身のスペインの元サッカー選手。ポジションはディフェンダー（左サイドバック）であるが、左サイドのいわゆるカリレロ（carrilero、俊足でサイドを駈けあがり、攻撃にも参加するディフェンダー）として機能する。